# 더늠
더늠은 판소리의 유파에 따라 계승되어 오는 특징적인 대목이나 음악적 스타일을 일컫는 말이다.
호걸제·석화제처럼 제(制)와 비슷한 개념으로 사용되기도 한다. 어떤 명창이 부른 판소리의 특정한 대목이 만인에게 공감을 주고 격찬을 받게 되면 그 대목은 누구의 더늠이라고 말하게 되고 그 더늠은 후배 명창들에 의해 계승된다. 더늠은 역대 명창들이 자기의 음악적 역량을 발휘하는 대목으로 꼽고 있어서 특징적인 음악어법으로 인식되고 판소리에 새로운 활력을 불어넣는 작곡의 개념도 포함한다. 그러므로 작곡의 개념이 결여되어 있는 전통음악에서 작곡가를 알 수 있는 증거가 되고 작곡의 관점에서는 개인의 음악어법이 전통음악에 미친 영향을 가늠하는 단서가 된다. 판소리에 전해오는 유명한 더늠으로는 권삼득의 《흥보가》 중 〈제비후리러 나가는 대목〉, 고수관의 《춘향가》 중 〈자진사랑가〉, 임방울의 《춘향가》 중 〈쑥대머리〉, 염계달의 《수궁가》 중 〈토끼 욕하는 대목〉 등이 있다.